# Nokia E65
Pour les articles homonymes, voir E65.
Le Nokia E65 est un téléphone mobile produit par Nokia en suivant le standard 3G. Il fut mis sur le marché en février 2007.

## Caractéristiques
- Format : slider
- Plateforme logicielle :  Symbian S60 3 rd edition(9.0)
- Quadribandes GSM / EDGE 850/900/1800/1900
- définition 240 × 320 pixels
- 16 millions de couleurs
- Appareil photo 2 mégapixels
- Lecteur audio supportant les formats MP3 et AAC
- Wi-Fi
- Bluetooth version 1.2
- 50 mégaoctets de mémoire intégrée
- Slot pour carte mémoire microSD
- Enregistreur vocal intégré
- Autonomie : en parole 6 h / en veille 192 h (environ 8 jours)

## Dimensions
- 105 × 49 × 15,5 mm
- Poids : 115 g
- Volume : 74 cm3

## Source
- Site de Nokia Belgique
- Support officiel France du Nokia E65
- Test du Nokia E65 sur Mobinaute
- Test du Nokia E65 sur 01net